# Április 25. híd
Az Április 25. híd Lisszabonban, Portugália fővárosában található, a Tajót íveli át. Teljes hossza 2277,64 m, ezzel a 21. leghosszabb függőhíd a világon. 70 m-rel a víz felett halad át. Hatsávos autóút és egy kétvágányú vasúti pálya található rajta. Naponta átlagosan 150 000 autó és 157 vonat halad rajta keresztül. Az építményt 1966. augusztus 6-án adták át a forgalomnak.
Mai nevét az 1974-s baloldali szegfűs forradalom emlékére kapta. Eredetileg Salazar-hídnak hívták, António de Oliveira Salazar portugál diktátorról, aki a híd építését elrendelte. Tajo-hídnak is nevezik (portugálul: Ponte sobre o Tejo = „híd a Tajo felett”).
Később a forgalom gyors növekedése miatt az 1990-es években egy újabb közúti forgalmi sávval bővítették, 1999-ben pedig végre megépült a kezdetek óta tervezett, vasúti pályaként használt alsó szint.

## További információk

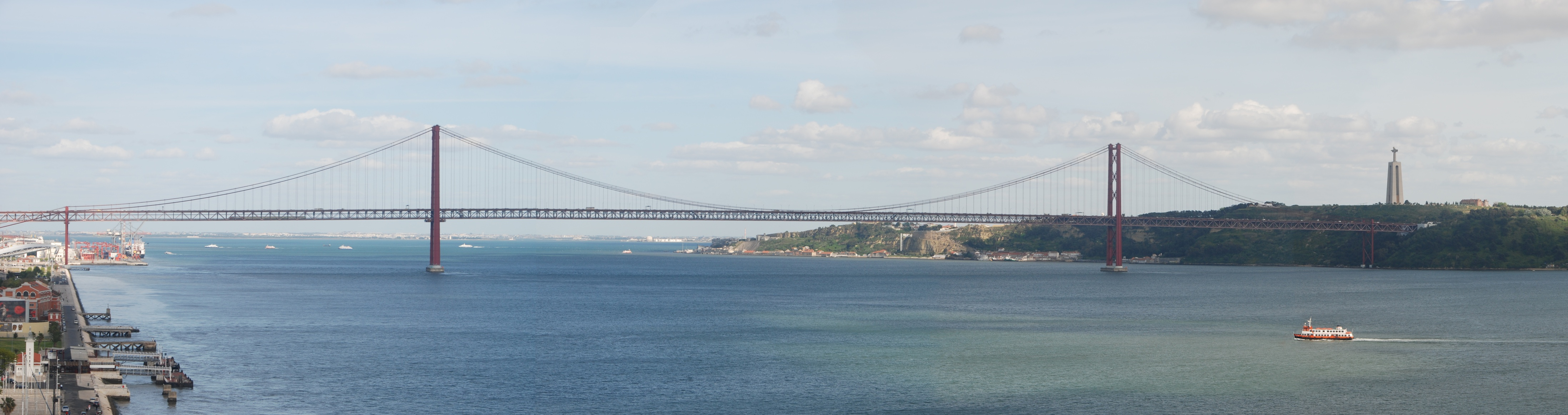
A híd látképe Belém felől